# Serena (Lied)
Serena ist ein Lied der US-amerikanischen Rapperin Dreezy und der Rapperin Dej Loaf. Der Song wurde am 25. Dezember 2015 zusammen mit ihrer ersten EP From Now On veröffentlicht, welche von Metro Boomin und 808’s Mafia produziert wurde.

## Aufbau
Das Lied beginnt mit einem Intro, bevor Dreezy anfängt, den Refrain zu rappen. Nachdem sie die erste Strophe gerappt hat, rappt bzw. singt sie wieder den Refrain, ehe die Strophe von Dej Loaf kommt, die diese ebenfalls rappt. Nach dem dritten Refrain kommt ein kleiner Rap-Teil und danach sofort wieder der Refrain. Der Song endet mit einem Outro.

## Musikvideo
Ein Musikvideo ist am gleichen Tag, nämlich dem 25. Dezember 2015, veröffentlicht worden. Das Video wurde auf YouTube und Vevo veröffentlicht und konnte bis heute mehr als vier Millionen Klicks verzeichnen. In dem Video sind Dreezy und Dej Loaf zu sehen, die ihr Geld zählen und zeigen, was sie damit machen. Das Video wurde von Uncle Leff gedreht und geht 3 Minuten und 48 Sekunden. Damit ist das Video kürzer als der komplette Song, d. h. es wurde eine gekürzte Version für das Video verwendet.